# Военная разведка Мьянмы
Управление военной безопасности (УВБ, англ. Office of the Chief of Military Security Affairs, MSA; бирм. စစ်ဘက်ရေးရာ လုံခြုံရေးအရာရှိချုပ်ရုံး (စရခ), иногда именуемое по своей бирманской аббревиатуре Са Я Кха (англ. Sa Ya Pa или Sa Aa Pa)) — подразделение Вооружённых сил Мьянмы, занимающееся сбором разведывательной информации. Оно было создано вместо расформированной Службы военной разведки, глава которой, генерал Кхин Ньюн, попал в опалу в 2005 году и был осуждён. Управление занимается политическими делами и играло ключевую роль в контроле за народными выступлениями в 2007 года («Шафрановой революцией»), в дальнейшем координировало аресты протестующих и организацию их допросов. Организация Human Rights Watch сообщает, что во время допросов УВБ использует депривацию сном и закрывает глаза на избиение подозреваемых, порой до потери сознания. С сентября 2014 г. Управление возглавляет бывший начальник Генерального штаба генерал-лейтенант Мья Тун У.

## Руководители
| Название организации                                                      | Руководитель                | Срок пребывания в должности |
| ------------------------------------------------------------------------- | --------------------------- | --------------------------- |
| Дирекция военной разведки (Directorate of Military Intelligence)          | Полковник Лвин              | 1959—1969                   |
| Дирекция военной разведки (Directorate of Military Intelligence)          | Полковник Чи Кхин           | 1969—1972                   |
| Дирекция военной разведки (Directorate of Military Intelligence)          | Бригадный генерал Тин У     | 1972—1978                   |
| Дирекция военной разведки (Directorate of Military Intelligence)          | Полковник Аун Тхей          | 1978—1980                   |
| Дирекция военной разведки (Directorate of Military Intelligence)          | Полковник Мьо Аун           | 1980—1982                   |
| Дирекция военной разведки (Directorate of Military Intelligence)          | Полковник Кан Ньюн          | 1982—1983                   |
| Дирекция военной разведки (Directorate of Military Intelligence)          | Полковник Аун Коу           | 1983                        |
| Дирекция оборонной разведки (Directorate of Defence Service Intelligence) | Генерал-лейтенант Кхин Ньюн | 1984—2004                   |
| Управление военной безопасности (Military Security Affairs)               | Генерал-лейтенант Мьин Схве | 2004—2005                   |
| Управление военной безопасности (Military Security Affairs)               | Генерал-лейтенант Йе Мьин   | 2005—2010                   |
| Управление военной безопасности (Military Security Affairs)               | Генерал-лейтенант Чжо Схве  | 2010—2014                   |
| Управление военной безопасности (Military Security Affairs)               | Генерал-лейтенант Мья Тун У | 2014—н. в.                  |